# Лунтин
лгол  2006  года.   4  года
Лунти́н (кит. упр. 龙亭, пиньинь Lóngtíng) — район городского подчинения городского округа Кайфэн провинции Хэнань (КНР). Название района происходит от парка Лунтин, существующего ещё со времён империи Сун.

## История
В 1913 году был образован уезд Кайфэн (开封县),  а в 1929 году его урбанизированная часть была выделена в город Кайфэн. После того, как в ходе гражданской войны город был взят войсками коммунистов, в конце 1948 года был образован Особый город Кайфэн (开封特别市); в его северо-западной части был образован район Лунтин. В ноябре 1949 года часть уезда Кайфэн была выделена в Пригородный район (郊区).
В 2005 году Пригородный район Кайфэна был переименован в район Цзиньмин (金明区). В 2014 году район Цзиньмин был присоединён к району Лунтин.

## Административное деление
Район делится на 4 уличных комитета и 2 волости.